# Turm Boucle

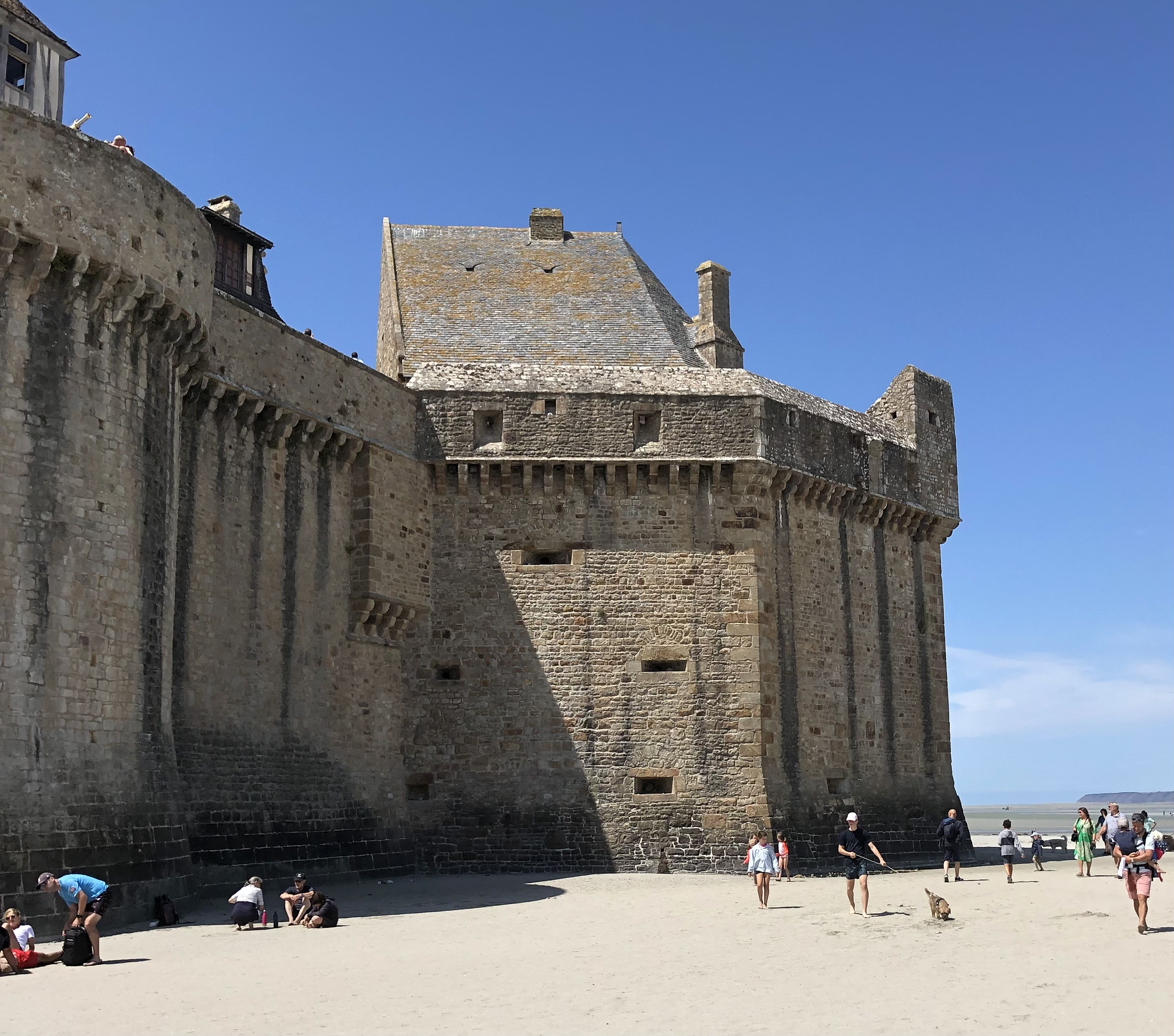
Turm Boucle, Blick von Süden, 2022

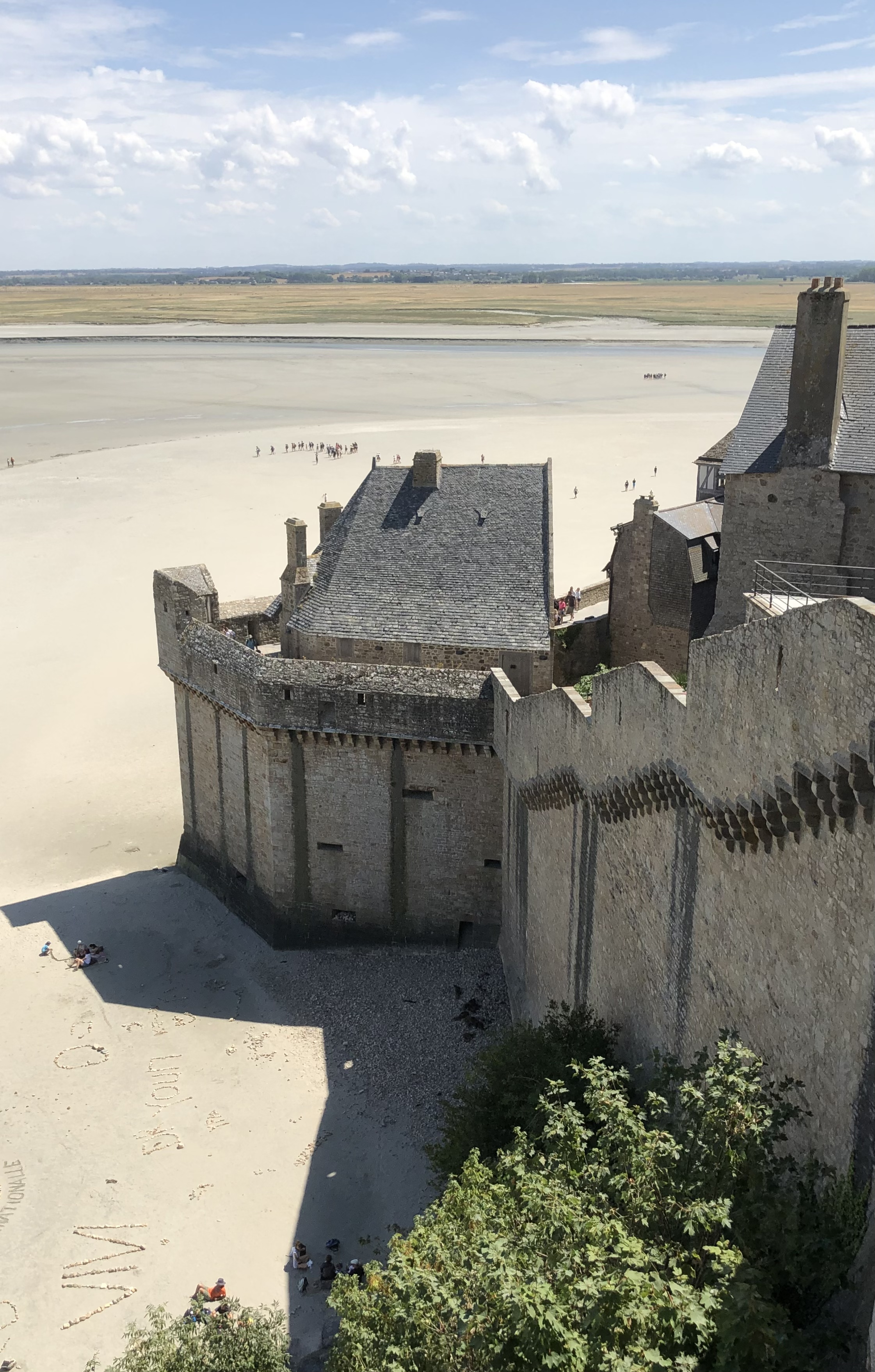
Blick vom Nordturm

Der Turm Boucle (französisch Tour Boucle) ist ein Turm der Stadtbefestigung Saint-Mont-Michel in der Gemeinde Le Mont-Saint-Michel in Frankreich.
Der Turm befindet sich an der nordöstlichen Ecke des Mont Saint-Michel. Nordwestlich steht der Nordturm, südlich der Turm Halbmond.
Der Bau entstand im Jahr 1481 an der Stelle eines Vorgängerbaus. Der Grundriss ist in Form eines Sporns ausgebildet und bildet in seiner Bauweise eine frühe Form des Vaubans. Der Boucle ist viergeschossig ausgeführt und ragt 20 Meter nach Osten über die Befestigungsanlagen hinaus. Die Mauern des Boucle sind vier Meter stark und mit Schießscharten ausgestattet, die für gusseiserne Hinterlader vorgesehen waren. Das Fundament des Turms geht fünf bis sieben Meter tief und ist auf hartem Sandschlamm gegründet. Auf der obersten Etage des Turms befindet sich ein mit einem hohen Schieferdach bedecktes Haus.